# Notatki z marginesu
Notatki z marginesu – trzeci album studyjny polskiego rapera Young Igiego. Wydawnictwo ukazało się 18 listopada 2022 roku nakładem wytwórni muzycznej Def Jam Recordings. 
Płyta zadebiutowała na 1. miejscu polskiej listy sprzedaży – OLiS. Wydawnictwo uzyskało status platynowej płyty, przekraczając liczbę 30 tysięcy sprzedanych kopii.

## Lista utworów
Opracowano na podstawie materiału źródłowego.
1. „Intro”
2. „Małe krople”
3. „To właśnie to”
4. „Śmiechu warte”
5. „Hoodlove”
6. „Pleasure” (gościnnie: Oki)
7. „Szmal”
8. „Aha aha”
9. „Myślę po nocach”
10. „Las Vegas”
11. „Rytm pracy”
12. „Pelargonie”
13. „Icy Baby”
14. „BBL” (gościnnie: Rusina)
15. „Trapuje nie żałuję”
16. „Hustlin Freestyle” (gościnnie: Oki)
17. „Outro”

## Pozycja na liście sprzedaży
| Kraj   | Lista (2022)              | Najwyższa pozycja |
| ------ | ------------------------- | ----------------- |
| Polska | Oficjalna Lista Sprzedaży | 1                 |

## Certyfikat
| Kraj          | Certyfikat      | Sprzedaż |
| ------------- | --------------- | -------- |
| Polska (ZPAV) | platynowa płyta | 30 000+  |